# Атлантида (телесериал, 2013)
«Атланти́да» (англ. Atlantis) — британский приключенческий телесериал в жанре фэнтези, снятый компанией Urban Myth Films совместно с BBC America для BBC Wales. Создан по мотивам древнегреческой мифологии продюсерами Говардом Оверманом («Плохие», «Задиры»), Джонни Кэппсом («Мерлин», Сладкие чувства) и Джулианом Мёрфи («Мерлин», Сладкие чувства). Премьера сериала состоялась на телеканале BBC One 28 сентября 2013 года в Великобритании. Также сериал транслировался на канале Space в Канаде с 12 октября 2013 года и на канале BBC America в США с 23 ноября 2013 года.
Телешоу получило смешанные отзывы критиков.
23 января 2015 года было объявлено, что шоу закрыто. Показ оставшихся семи серий стартовал 11 апреля 2015 года, а 16 мая 2015 года вышел двухчасовой финал сериала.

## Синопсис
Город Атлантида — это необычное древнее поселение; мир скачущих быков, богинь со змеями вместо волос и настолько огромных дворцов, что поговаривают, они построены великанами. Эпическое приключение начинается, когда в город прибывает молодой Ясон.

## Актёрский состав

### Основной состав
- Марк Эдди — Геркулес
- Джек Доннелли — Ясон
- Роберт Эммс — Пифагор
- Аийша Харт — Ариадна
- Сара Пэриш — Пасифая
- Джульет Стивенсон — Оракул
- Джемайма Рупер — Медуза
- Эми Мэнсон — Медея

### Второстепенный состав
| - Кен Боунс — Мелос - Джон Ханна — Тихон / Аэсон - Роберт Линдси — Дедал - Гэри Оливер — Алитарх - Ханна Артертон — Коринна - Лу Броадбент — Иона - Люси Коху — Цирцея - Джо Диксон — Рамос - Александр Сиддиг — Минос - Оливер Уолкер — Гептарион - Киаран Гриффитс — Сайрус | - Томас Кумбс — Критас - Лоркан Кранитч — Киликс - Питер де Джерси — Горан - Рональд Пикап — Орфей - Роберт Пью — Сарпедон - Винсент Риган — Дион - Эммет Дж. Сканлан — Делмос - Клайв Стэнден — Телемон - Аня Тейлор-Джой — Кассандра - Сиан Томас — Эвридика - Джозеф Тиммс — Икар |

## Производство
О сериале впервые было объявлено 11 февраля 2013 года. Он был создан, чтобы заполнить временной интервал, появившийся из-за закрытия телесериала «Мерлин», созданного и спродюсированного Джонни Кэппсом и Джулианом Мёрфи. Трио будет продюсировать «Атлантиду» через свою новую компанию Urban Myth Films. Исполнительный продюсер для BBC Wales — Бетан Джонс. Сериал был заказан главой «BBC Drama» Беном Стивенсоном и главой BBC One Дэнни Коэном. Актёрский состав был объявлен 27 марта 2013 года.
Сериал снят в Уэльсе и Марокко. Склад площадью 14 400 м² неподалёку от Чепстоу был превращен в обширную телевизионную студию для съёмок «Атлантиды». Съёмки первого сезона начались 1 апреля и закончились 2 ноября 2013 года.
22 июля 2013 года BBC America объявил, что канал является сопродюсером «Атлантиды» и сериал будет транслироваться осенью 2013 года как часть «сверхъестественной субботы».
Сериал был прорекламирован, используя вирусную маркетинговую кампанию, официальными аккаунтами в Твиттере, Tumblr и Facebook. 9 августа 2013 года был представлен первый постер, а 16 августа — первый тизер-трейлер сериала. Через неделю, 23 августа, был показан второй тизер, где появился Ясон в исполнении Джека Доннелли. 29 августа были выпущены четыре тизера с участием Джека Доннелли, Джульет Стивенсон, Марка Эдди и Роберта Эммса. 7 сентября были представлены первые промофотографии актёрского состава, и в тот же день перед шоу «Strictly Come Dancing» на BBC One был показан первый трейлер. За неделю до премьеры был выпущен первый отрывок из первой серии.
26 октября 2013 года сериал был продлен на второй сезон, который стартовал 15 ноября 2014 года.

## Эпизоды
| Сезон | Сезон | Эпизоды | Даты оригинального показа | Даты оригинального показа |
| Сезон | Сезон | Эпизоды | Премьера сезона           | Финал сезона              |
| ----- | ----- | ------- | ------------------------- | ------------------------- |
|       | 1     | 13      | 28 сентября 2013          | 28 декабря 2013           |
|       | 2     | 13      | 15 ноября 2014            | 16 мая 2015               |

### Сезон 1 (2013)
| № общий | № в сезоне | Название                                                       | Режиссёр           | Автор сценария   | Дата премьеры    | Зрители в Великобритании (млн) |
| --- | ---------- | -------------------------------------------------------------- | ------------------ | ---------------- | ---------------- | ------------------------------ |
| 1 | 1          | «Земляной бык» «Earth Bull»                                    | Джастин Молотников | Говард Оверман   | 28 сентября 2013 | 7,36                           |
| Когда Ясон отправляется на поиски своего отца, он оказывается выброшенным на берег таинственной земли — мира мифических существ, оракулов-предсказателей и настолько огромных дворцов, что поговаривают, они построены великанами: это город Атлантида, но похоже, что новичок выбрал неудачное время для прибытия в легендарный край, и Ясон вскоре оказывается во власти смертельного ритуала, от которого нет спасения. |            |                                                                |                    |                  |                  |                                |
| 2 | 2          | «Как девушку ни назови» «A Girl By Any Other Name»             | Джастин Молотников | Говард Оверман   | 5 октября 2013   | 6,37                           |
| Несмотря на обретённую славу после убийства Минотавра, мальчики всё ещё нищи и голодны. Когда старик просит их найти пропавшую дочь, кажется, дела становятся лучше, однако скоро становится ясно, что их задание непростое: её забрали менады, одержимые почитательницы бога Диониса. Когда надежды и жизнь старика угасают и времени мало, Ясон не может отвернуться от него. Но именно когда кажется, что задание подходит к концу, он сталкивается лицом к лицу с незнакомкой по имени Медуза. |            |                                                                |                    |                  |                  |                                |
| 3 | 3          | «Мальчишка важности не представляет» «A Boy of No Consequence» | Джастин Молотников | Говард Оверман   | 12 октября 2013  | 6,24                           |
| Поспешные действия Ясона приводят к тяжёлым последствиям для тройки, поскольку им приходится соревноваться в прыжках через быка. После пересечения с молодым дворянином они оказываются на милости царя Миноса, который заявляет, что их судьбу решит Посейдон — они станут прыгунами через быка. Чтобы выжить, им необходимо прыгать через зверя. На кону их жизни, и Ясону предстоит вытащить вместе его пёструю команду в этом решающем испытании на храбрость, но за ними из толпы наблюдает тёмная сила, надеющаяся обернуть милость богов против них.                                              |            |                                                                |                    |                  |                  |                                |
| 4 | 4          | «Ирония судьбы» «Twist of Fate»                                | Элис Траутон       | Ричард МакБрайен | 19 октября 2013  | 6,08                           |
| Во время охоты в горах парни натыкаются на брошенного младенца. Ясон отказывается оставлять ребёнка умирать и настаивает, чтобы он вернулся вместе с ними в Атлантиду. Но этот акт милосердия оборачивается существенными последствиями, и вскоре банда оказывается втянута в сложную паутину тайн и лжи. Их жизни находятся на грани, как и жизнь ребёнка, и они могут заплатить высокую цену за вмешательство в судьбу. |            |                                                                |                    |                  |                  |                                |
| 5 | 5          | «Ложь во спасение» «White Lies»                                | Элис Траутон       | Говард Оверман   | 26 октября 2013  | 5,61                           |
| Когда тайный посланник приносит неожиданные новости из-за предела города, Ариадна просит Ясона и его друзей помочь провести её к источнику, но покинуть город без подозрения царицы кажется невыполнимой задачей, особенно узнав, что за ней послал её изгнанный брат Тер. Когда Гептариан и царская стража приближается к мету его укрытия, Ариадна должна решить, кому она предана: Атлантиде или её царскому родному брату. Между тем, Тер решается рассказать сестре правду, стоящей за его изгнанием, и раскрыть заговор, который мог бы затмить власть Миноса и поставить царскую семью на колени. |            |                                                                |                    |                  |                  |                                |
| 6 | 6          | «Песнь сирен» «The Song of the Sirens»                         | Деклан О’Дуайр     | Люси Уоткинс     | 2 ноября 2013    | 5,89                           |
| 7 | 7          | «Правила помолвки и боя» «The Rules of Engagement»             | Деклан О’Дуайр     | Ричард МакБрайен | 9 ноября 2013    | 5,52                           |
| 8 | 8          | «Фурии» «The Furies»                                           | Элис Траутон       | Джулиан Джонс    | 16 ноября 2013   | 5,43                           |
| 9 | 9          | «Ящик Пандоры» «Pandora's Box»                                 | Деклан О’Дуайр     | Говард Оверман   | 30 ноября 2013   | 5,26                           |
| 10 | 10         | «Цена надежды» «The Price of Hope»                             | Элис Траутон       | Говард Оверман   | 7 декабря 2013   | 5,27                           |
| 11 | 11         | «Муки голода» «Hunger Pangs»                                   | Элис Траутон       | Джулиан Джонс    | 14 декабря 2013  | 5,34                           |
| 12 | 12         | «Отмеченный богами. Часть 1» «Touched by the Gods: Part One»   | Джереми Уэбб       | Говард Оверман   | 21 декабря 2013  | 6,36                           |
| 13 | 13         | «Отмеченный богами. Часть 2» «Touched by the Gods: Part Two»   | Джереми Уэбб       | Говард Оверман   | 28 декабря 2013  | 4,90                           |

### Сезон 2 (2014-15)
| № общий | № в сезоне | Название                                           | Режиссёр           | Автор сценария   | Дата премьеры   | Зрители в Великобритании (млн) |
| ------- | ---------- | -------------------------------------------------- | ------------------ | ---------------- | --------------- | ------------------------------ |
| 14      | 1          | «Новая заря. Часть 1» «A New Dawn: Part One»       | Джастин Молотников | Говард Оверман   | 15 ноября 2014  | 5,32                           |
| 15      | 2          | «Новая заря. Часть 2» «A New Dawn: Part Two»       | Джастин Молотников | Говард Оверман   | 22 ноября 2014  | 4,67                           |
| 16      | 3          | «Телемон» «Telemon»                                | Джастин Молотников | Ричард МакБрайен | 29 ноября 2014  | 4,65                           |
| 17      | 4          | «Брак честных душ» «The Marriage of True Minds»    | Деклан О’Дуайр     | Люси Уоткинс     | 6 декабря 2014  | 4,49                           |
| 18      | 5          | «День мёртвых» «The Day of the Dead»               | Деклан О’Дуайр     | Говард Оверман   | 13 декабря 2014 | 4,68                           |
| 19      | 6          | «Сёстры Грайи» «The Grey Sisters»                  | Деклан О’Дуайр     | Говард Оверман   | 20 декабря 2014 | 5,69                           |
| 20      | 7          | «Судьба хуже смерти» «A Fate Worse Than Death»     | Лоуренс Гоу        | Говард Оверман   | 11 апреля 2015  | 2,57                           |
| 21      | 8          | «Сумасшествие Геркулеса» «The Madness of Hercules» | Лоуренс Гоу        | Ричард МакБрайен | 18 апреля 2015  | 2,58                           |
| 22      | 9          | «Взгляд Медузы» «The Gorgon's Gaze»                | Лоуренс Гоу        | Джулиан Джонс    | 25 апреля 2015  | 2,39                           |
| 23      | 10         | «Умирающий свет» «The Dying of the Light»          | Джастин Молотников | Люси Уоткинс     | 2 мая 2015      | 2,32                           |
| 24      | 11         | «Родство» «Kin»                                    | Джастин Молотников | Джулиан Джонс    | 9 мая 2015      | 2,63                           |
| 2526    | 1213       | «Королева должна умереть» «The Queen Must Die»     | Джулиан Мёрфи      | Говард Оверман   | 16 мая 2015     | 2,51                           |